# Äkta skräck
Äkta skräck är en svensk skräckfilm från 2024. Filmen är regisserad av Daniel di Grado, med manus skrivet av Ida Kjellin.
Filmen hade biopremiär i Sverige den 6 september 2024, utgiven av SF Studios.

## Rollista (i urval)
Källor: 
- Ava Nikodell – Nour
- Rebecka Enholm – Linn
- Rasmus Sintorn Nystedt
- Oliver Dagher

## Produktion
Filmen är producerad av Rebecka Lafrenz och Anna Anthony för FLX, i samproduktion med Film i Väst. Den spelades in under våren 2023 i bland annat Alingsås.